# IC 163
IC 163 је спирална галаксија у сазвјежђу Ован која се налази на листи објеката дубоког неба у Индекс каталогу.
Деклинација објекта је + 20° 42' 38" а ректасцензија 1h 49m 15,0s. Привидна величина (магнитуда) објекта IC 163 износи 13,1 а фотографска магнитуда 13,7. Налази се на удаљености од 32,449 милиона парсека од Сунца. IC 163 је још познат и под ознакама UGC 1276, MCG 3-5-18, CGCG 460-28, IRAS 01465+2027, PGC 6675.